# Bolivia op de Olympische Winterspelen 1980
Tijdens de Olympische Winterspelen van 1980, die in Lake Placid (Verenigde Staten) werden gehouden, nam Bolivia voor de tweede keer deel.

## Deelnemers en resultaten

### Alpineskiën
| Olympiër              | Discipline       | Resultaat | Prestatie        |
| --------------------- | ---------------- | --------- | ---------------- |
| Victor Hugo Ascarrunz | reuzenslalom (m) | DNF-1     | run 1: opgave    |
| Victor Hugo Ascarrunz | slalom (m)       | DNF-1     | run 1: opgave    |
| Billy Farwig          | afdaling (m)     | 42e       | 2.12,66 (+27,16) |
| Billy Farwig          | reuzenslalom (m) | DNF-1     | run 1: opgave    |
| Billy Farwig          | slalom (m)       | DNF-1     | run 1: opgave    |
| Scott Alan Sánchez    | afdaling (m)     | DSQ       | diskwalificatie  |
| Scott Alan Sánchez    | reuzenslalom (m) | DNF-1     | run 1: opgave    |
| Scott Alan Sánchez    | slalom (m)       | DNF-1     | run 1: opgave    |

Andorra · Argentinië · Australië · België · Bolivia · Bondsrepubliek Duitsland · Bulgarije · Canada · China · Costa Rica · Cyprus · Duitse Democratische Republiek · Finland · Frankrijk · Griekenland · Groot-Brittannië · Hongarije · IJsland · Italië · Japan · Joegoslavië · Libanon · Liechtenstein · Mongolië · Nederland · Nieuw-Zeeland · Noorwegen · Oostenrijk · Polen · Roemenië · Sovjet-Unie · Spanje · Tsjecho-Slowakije · Verenigde Staten · Zuid-Korea · Zweden · Zwitserland